# فيناستيريد
فيناستيرَيد أو فيناستيرايد (بالإنجليزية: Finasteride)‏ الَّذي يُباع تحت الاسمين التجاريين بروسكار (بالإنجليزية: Proscar)‏ وبروبيشيا (بالإنجليزية: Propecia)‏ إضافةً لأسماء أُخرى عديدة، هو دواء يستعمل في الدرجة الأولى لعلاج فرط تنسج البروستاتا الحَميد أو تساقط شعر الرأس عند الرجال. ويمكن استعماله لعلاج نمو الشعر المفرط عند النساء وكجزء من العلاج الهرموني الخاص بالنساء المتحولات جنسيا. ويؤخَذ عن طريق الفم.
الآثار الجانبيَّة عمومًا خفيفة، لكن قد يزيد خطر أشكال نادرة من سرطان البروستاتا وقد يُعاني بعض الرِّجال من عجز جنسي أو الاكتئاب أو القلق أو تضخُّم الثَّدي. يعدُّ فيناستيرَيد مُثَبِّطًا لمُخْتَزِلَة الأَلفَا-5 وبذلك يكون من مضادات الأندروجين، يعمل بتقليل إنتاج ثُنائِيّ هيدروتيستوستيرون (هرمون جنسيّ أندروجينيّ) في أجزاء معيَّنة من الجسم مثل غُدَّة البروسْتاتَة وفروة الرأس؛ فهو يثبِّط اثنان من أصل ثلاثة من أشكال مُخْتَزِلَة الأَلفَا-5 ويمكنه تقليل مُستويات ثُنائِيّ هيدروتيستوستيرون في الدَّم حتَّى 70℅.
انطرح فيناستيريد بدايةً لعلاج تضخُّم البروستاتة في 1992 وأخذ الموافقة في 1997 لاستعماله لعلاج تساقط شعر فروة الرَّأس. كان أوَّل مثبط لمختزلة الألفا-5 موجود كدواء وتبعه بعد سنوات لاحقة دوتاستيرايد. يتوفَّر الدَّواء بشكل دواء جَنيس، واحتلَّ في 2016 في المرتبة 75 لأكثر الأدوية الموصوفة في الولايات المتحدة الأمريكية بأكثر من 10 ملايين وصفة طبية.

## الاستعمالات الطبية

### ضخامة البروستاتة
عادةً ما يصف الأطباء فيناستيريد لعلاج ضخامة البروستاتة الحميد (يشيع تسميته بضخامة البروستاتة)؛ فهو يساهم في تخفيف الأعراض المرافقة لضخامة البروستاتة الحميد مثل صعوبة التبول والاستيقاظ ليلا من أجل التبول والحيرة في الأمر عند بداية ونهاية التبول ونقص تدفق البول. لكنه يؤمن تفريجًا أقل للأعراض من حاجبات ألفا-1 مثل تامسولوسين وتفريج الأعراض أبطأ في البدء (يتطلب الأمر ستة شهور أو أكثر من العلاج المتواصل بالفيناستيريد لتحديد نتائج المعالجة)، وتُرى المنافع الأعراضيَّة بشكل رئيسيّ عند من حجم البروستاتة لديهم >40 سم3. أثبتت الدراسات على المدى البعيد أنَّ الفيناستيريد يقلل خطر احتباس البول الحاد (−57% في 4 سنوات) ويقلل الحاجة لإجراء جراحة (−54% في 4 سنوات) وليس هكذا الحال مع مثبطات ألفا-1، وإذا أوقف تناول الدواء فإنَّ المنافع العلاجية تقل عكسيًّا في غضون 6-8 شهور.

### سرطان البروستاتة
وجدت مؤسسة كوكرين في عام 2010 تراجعا في خطر حصول سرطان البروستاتة بنسبة تصل حتى 25 أو 26% إذا استعمل مثبط مختزلة الألفا-5 كواقٍ كيميائيّ. أفادت دراسة متابعة لميديكير أن نتائج تجربة الوقاية من سرطان البروستاتة لمدة 10 سنوات أحرزت تراجعا كبيرا في خطر سرطان البروستاتة وأن النتائج بقيت ثابتة حتى بعد إيقاف المعالجة. وعلى الرغم من ذلك تبيَّن أن مثبطات مختزلة الألفا-5 تزيد خطر حصول أشكال نادرة محددة من سرطان البروستاتة (يزداد الخطر بنسبة 27%)، ولكن لم تلحظ ذلك جميع الدراسات. وإضافة إلى ذلك لا يوجد وقع سلبيّ لمثبط مختزلة الألفا-5 على معدلات النجاة للأناس المصابين بسرطان البروستاتة.

### تساقط شعر الرأس
يستعمل الفيناستيرتد أيضا لعلاج الصلع ذكوري النمط (الثعلبة الأندروجينية) عند الرجال، وهي حالة تحصل عند ما نسبته 80% من الرجال القوقازيين. ويعد المينوكسيديل والفيناستيريد الدواءان الوحيدان المصرح لهما من إدارة الغذاء والدواء الأمريكية لعلاج تساقط الشعر ذكوري الشكل في عام 2017. أظهر العلاج بالفيناستيريد تساقطًا أكثر للشعر وأمَّن تقليلًا بحوالي 30% في تساقط الشعر بعد ستة شهور من العلاج وثباتًا للفعاليَّة طالما العلاج مواظب عليه، يؤدي أخذ الدواء لإنقاص مستويات الديهدروتستوستيرون المصلية وفي فروة الرأس؛ ونتيجة لخفض مستويات الديهدروتستوستيرون في فروة الرأس يستطيع الفيناستيريد الحفاظ أو زيادة كمية الشعر الانتهائي في طَور التَّنامِي (anagen phase) بتثبيط وأحيانًا عكس تصغُّر جُريب الشَّعرة، أكثر مناطق الجسم فعاليَّة للفيناستيريد هي قمة الرأس لكن يمكنه تقليل تساقط الشعر في كل مناطق فروة الرأس. وجُرِّب فيناستيريد أيضًا لعلاج تساقط الشعر أنثوي النمط لكن لم تكن النتائج أفضل من الغفل.

### معالجة التحول الجنسي الهرمونية
يستعمل الفيناستيريد عادةً في العلاج الهرموني الخاص بالنساء المتحولات جنسيا بسبب تأثيراته المضادة للأندروجينات بالتشارك مع شكل من الإستروجين، لكن أجريت تجارب سريرية على استعمال الفيناستيريد لهذا الغرض ووجد أن المأمونية والفعالية محدودتان. وعلاوة على ذلك، يُنصَح بالحذر عند وصفه للنساء المتحولات جنسيًّا لأنَّه قد ينتج عنه آثارًا جانبيَّة مثل الاكتئاب والأرق والميول للانتحار وهي أعراض متفشيَّة تحديدًا عند الشريحة السكانيَّة المتحولة جنسيًّا ومجموعة أخرى من الأشخاص الذين في خطر عالٍ بالفعل.